# Hugh F. Finley

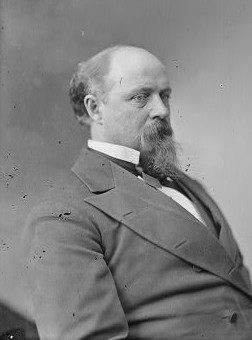
Hugh F. Finley

Hugh Franklin Finley (* 18. Januar 1833 in Tyes Ferry, Whitley County, Kentucky; † 16. Oktober 1909 in Williamsburg, Kentucky) war ein US-amerikanischer Jurist und Politiker. Zwischen 1887 und 1891 vertrat er den Bundesstaat Kentucky im US-Repräsentantenhaus.

## Leben
Hugh Finley besuchte die öffentlichen Schulen seiner Heimat und arbeitete danach zunächst in der Landwirtschaft. Nach einem Jurastudium und seiner 1859 erfolgten Zulassung als Rechtsanwalt begann er in Williamsburg in diesem Beruf zu arbeiten. Zwischen 1862 und 1866 sowie nochmals von 1867 bis 1874 war er Staatsanwalt in Kentucky. Gleichzeitig schlug er eine politische Laufbahn als Mitglied der Republikanischen Partei ein. In den Jahren 1861 und 1862 war er Abgeordneter im Repräsentantenhaus von Kentucky. 1870 kandidierte er erstmals, aber noch erfolglos, für den Kongress. Von 1875 bis 1876 saß er im Senat von Kentucky. Danach war er bis 1877 als Nachfolger von Gabriel C. Wharton Bundesstaatsanwalt für Kentucky. Die folgenden drei Jahre bis 1880 praktizierte Finley als privater Rechtsanwalt. Anschließend war er von 1880 bis 1886 Richter im 15. Gerichtsbezirk seines Staates.
Bei den Kongresswahlen des Jahres 1886 wurde Finley im elften Wahlbezirk von Kentucky in das US-Repräsentantenhaus in Washington, D.C. gewählt, wo er am 4. März 1887 die Nachfolge des Demokraten Frank Lane Wolford antrat. Nach einer Wiederwahl im Jahr 1888 konnte er bis zum 3. März 1891 zwei Legislaturperioden im Kongress absolvieren. Für die Wahlen des Jahres 1890 wurde er von seiner Partei nicht mehr nominiert.
Nach seinem Ausscheiden aus dem US-Repräsentantenhaus arbeitete Finley wieder als Anwalt. Außerdem engagierte er sich im Kohlebergbau. Hugh Finley starb am 16. Oktober 1909 in Williamsburg. Sein Sohn Charles vertrat zwischen 1930 und 1933 ebenfalls den Staat Kentucky im Kongress.